# 東バスターミナル (バンコク)
座標: 北緯13度43分12秒 東経100度35分2.5秒 / 北緯13.72000度 東経100.584028度
東バスターミナル（ひがしバスターミナル）またはエカマイ・バスターミナルは、タイ王国のバンコク都クローントゥーイ区にある、バスターミナルである。

## 構造
- 建物、乗り場は1階のみで構成されている。タイ東部はエリアも限られているため、路線数もそれほど多くはない。

## 目的地
- チョンブリー県
  - ムアンチョンブリー郡
  - シーラーチャー郡
  - サッタヒープ郡
  - パッタヤー
- ラヨーン県
  - バンペー （サメット島）
- チャンタブリー県
- トラート県 （チャーン島）
- サケーオ県
  - ムアンサケーオ郡
  - アランヤプラテート郡

## 周辺
駅
- エカマイ駅（バンコク・スカイトレイン）

道路
- スクムウィット通り
- ソイエカマイ（ソイ63）

宿泊施設
その他
- メジャー・シネプレックス・スクムウィット

## 乗り入れているバス会社
- 公共輸送公社

## 接続している路線
バス（バンコク都内）: 2、23、25、38、40、48、511